# Вымышленное оружие
В литературе, кинематографе и компьютерных играх часто упоминается оружие, действующее по принципу или обладающее особыми свойствами, не имеющими аналогов в существующем мире. Вымышленное оружие можно разделить на несколько архетипов:
- Высокотехнологическое оружие
- Магическое оружие
- Легендарное оружие

## Высокотехнологическое оружие
Данный архетип вымышленного оружия включает в себя множество типов оружия, отличающихся использованием технологий, до сих пор не получивших применения в нашем мире. Их можно встретить в основном в жанре научной фантастики и в жанре фантастического боевика. Как правило, в жанре научной фантастики принципы, на которых работает тот или иной тип оружия, описаны более подробно, чем в жанре боевика, в котором любой тип оружия дан как аксиома.

### Типы высокотехнологического оружия
- Огнестрельное оружие со значительным улучшением характеристик. В принципе сюда же относится «вымышленное нефантастическое» оружие, созданное на уровне современных технологий, но не соответствующее существующим образцам — частый ход среди разработчиков компьютерных игр, не желающих тратиться на лицензии.
- Излучатели разных видов (лазеры, мазеры, фазеры и т. п.)[1][2] Можно разделить на лучевое и волновое (с большим фронтом поражения).
- Парализаторы. Иногда является вспомогательным режимом для боевого оружия.Видианский Дизраптор

Видианский Дизраптор

- Клинковое оружие, то есть «холодное» оружие с особым клинком (одноатомный меч, вибронож, кислотный бич, световой меч и т. п.).
- Кибернетические существа с различной степенью автономности (роботы, киборги, андроиды, хищные облака).
- Снаряды особой мощности (с использованием антиматерии, плазмы, нейтрино, вероятностного поля и т. п.).
- Деформаторы пространства-времени.

## Магическое оружие
Данный архетип вымышленного оружия включает в себя множество типов оружия, отличающихся использованием магии при создании оружия и/или при его употреблении. Как следствие этого некоторыми типами магического оружия могут пользоваться только специально обученные магии люди, другие же доступны каждому. К этому же архетипу относятся различные виды оружия, обладающие особыми свойствами в силу особенностей мира, в котором они произведены.

### Типы магического оружия
- Магический посох. Существуют множество вариантов использования волшебного посоха как для фокусировки заклинаний произносимых магом, так и для извлечения заклинаний, заключённых в самом посохе. В крайнем случае посох всегда можно использовать как боевой посох. Характерна способность посоха или его навершия накапливать магическую силу (ману).
- Волшебная палочка. Фактически уменьшенный вариант посоха. Опереться на неё нельзя, но зато её можно спрятать под одеждой, но в остальном тот же принцип.
- Приспособления против нежити (осиновый кол, серебряные пули, святая вода). (Строго говоря, фантастической является нежить, и фантастично действие перечисленного на нежить. Само перечисленное реально, скажем святой воды в мире много, а серебряные пули не делают лишь в виду непрактичности)
- Оружие, разговаривающее со своим хозяином/партнёром.
- Автономное оружие (големы, деревянные солдаты Урфина Джюса).
- Оружие, повышающее способности хозяина (меч-кладенец; зачарованные: доспехи, щиты, шлемы).

## Легендарное оружие
Данный архетип вымышленного оружия включает в себя множество типов оружия, существующих обычно в единственном экземпляре и привязанных к определённому эпосу/персонажу. Может быть или магическими или высокотехнологичными. (В последнем случае это часто или продукт супертехнологий исчезнувшей цивилизации или пока ещё единственный продукт прорывной разработки или специально оборудованная боевая машина, обладающая повышенными боевыми возможностями)

### Примеры легендарного оружия
- Мечи: см. Список знаменитых и легендарных мечей.
- Список знаменитого и легендарного холодного оружия и доспехов.
- Молот Мьёллнир — принадлежал Тору.
- Голова Медузы Горгоны — после победы над Медузой принадлежала Персею.
- Ослиная челюсть, которой сражался Самсон.
- Корабль-строитель планет «Титан» из одноименного анимационного фильма,
- Вольтрон — составной боевой робот из одноименного анимационного сериала.
- Sol Bianca — уникальный космический корабль из одноимённого аниме, намного превосходящий обычные корабли как атакующей мощью, так и невероятными возможностями (уход в гиперпространство, самовосстановление, управление силой мысли).